# Manabu Ikeda
Manabu Ikeda (池田 学 Ikeda Manabu?), född 3 juli 1980 i Osaka prefektur, är en japansk före detta fotbollsspelare.
Ikeda började sin karriär 1999 i Urawa Reds. 2003 flyttade han till Shonan Bellmare. Han avslutade karriären 2004.